# NGC 6261
NGC 6261 este o grup de galaxii situată în constelația Hercule. A fost descoperită în 13 iulie 1880 de către Édouard Stephan⁠(d). Se află la o distanță de 144,54 de megaparseci de Pământ.